# Johann Ferdinand Schlez

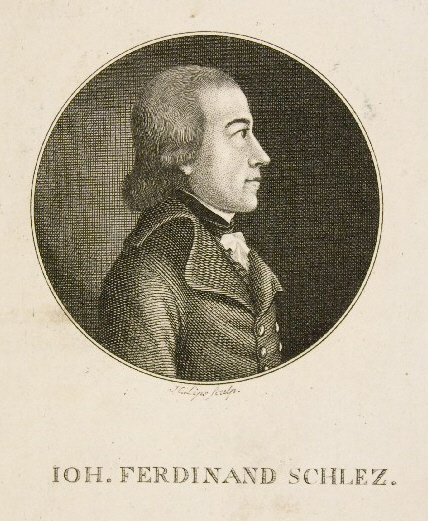
Johann Ferdinand Schlez

Johann Ferdinand Friedrich Schlez (Pseudonym: Wilhelm Denker (der Jüngere); * 27. Juni 1759 in Ippesheim; † 7. September 1839 in Schlitz) war ein deutscher evangelischer Geistlicher, Pädagoge und Schriftsteller.

## Leben
Der Vater von Schlez war Pfarrer in Ippesheim. Dort erhielt der Junge auch seine erste Bildung, bevor er 1773 an das Gymnasium in Windsheim kam. An diesem verblieb er bis 1776. anschließend erhielt er nochmals Unterricht bei einem Pfarrer, bevor er schließlich 1778 das Studium an der Universität Jena aufnahm. Seine Studien hatte er bis 1781 absolviert, danach wurde er Hilfsgeistlicher bei seinem Vater.
Schlez übernahm nach dem Tod des Vaters dessen Pfarrstelle in Ippesheim. Ab 1795 wurde er publizistisch tätig. Er weckte mit seinem schriftstellerischen Wirken das Interesse des Grafen Karl Görtz von Schlitz. 1799 berief dieser ihn als Schulinspektor und Konsistorialrat. Als solcher reformierte Schlez das dortige Schulsystem und bemühte sich zudem um die Verbesserung der Stellung der Lehrer. Zu seinem 50. Amtsjubiläum verlieh ihm der Großherzog Ludwig von Hessen am 27. November 1831 das Ritterkreuz des Großherzoglichen Ludwigsordens und die Theologische Fakultät der Universität Gießen die Ehrendoktorwürde (Dr. theol. h.c.). 1832 trat er schließlich in den Ruhestand.
Nach ihm wurden in Schlitz die Johann-Ferdinand-Schlez-Straße sowie in Ippesheim die Straße Am Ferdinand-Schlez-Platz benannt.

## Publikationen (Auswahl)
- Geschichte des Dörfleins Traubenheim: für's Volk und für Volksfreunde geschrieben. 2 Bände, Grattenauer, Nürnberg, 2. Auflage 1794.
- Landwirthschafts-Predigten: Ein Beytrag zur Beförderung der wirthschaftlichen Wohlfahrt unter Landleuten. Claßen, Heilbronn 1794.
- Gregorius Schlaghart und Lorenz Richard; oder die Dorfschulen zu Langenhausen und Traubenheim: ein Erbauungsbuch für Landschullehrer. 2 Bände. Fleßecker, Nürnberg 1795.
- Handbuch für Volksschullehrer, Heyer, Gießen 1830.
- Denkfreund: ein Lehr- und Lesebuch f. Evangelische Schulen. Heyer, Giessen  1846 (Digitalisat).